# Thomas Persson
Thomas Persson, švedski rokometaš, * 14. februar 1947.
Leta 1972 je na poletnih olimpijskih igrah v Münchnu v sestavi švedske rokometne reprezentance osvojil sedmo mesto.